# NGC 7707
NGC 7707 (również PGC 71798 lub UGC 12683) – galaktyka eliptyczna (E-S0), znajdująca się w gwiazdozbiorze Andromedy. Odkrył ją William Herschel 24 października 1786 roku.